# De cyclus van Cyann
De cyclus van Cyann is een sciencefictionstripreeks, getekend door François Bourgeon, die het verhaal en de teksten bedacht in samenwerking met Claude Lacroix. De serie bestaat uit zes delen, waarvan de eerste twee delen werden uitgebracht door Casterman en de overige vier bij Glénat, 12bis en Daedalus. 

## Inhoud
De avonturen in de Cyclus van Cyann spelen zich af op verschillende planeten. Hoofdpersoon van de serie is Cyann Olsimar, dochter van Lazuli Olsimar, heer op de planeet Olh. In het eerste deel gedraagt Cyann zich nog als een luchtig en arrogant persoon, die deel uitmaakt van de heersende elite. Alleen door haar vriendschap met Nacara ThilvarO onderhoudt ze contacten met de wereld buiten haar eigen klasse. Later na een uitbraak van een dodelijke ziekte op haar thuisplaneet, neemt Cyann haar verantwoordelijkheid en gaat op zoek naar een tegengif. Ze ontdekt op de planeet IlO wat de oorzaak is en hoe de ziekte kan worden genezen. 
Een stelsel van poorten, biedt toegang tot een netwerk dat het mogelijk maakt door de ruimte en tijd te reizen. Deze poorten worden bewaakt door bewakers. Cyann beleeft avonturen op diverse planeten waar de natuurlijke en culturele leefomstandigheden van elkaar verschillen. 

## Albums
| Nummer | Titel                            | Verschenen | Uitgeverij |
| ------ | -------------------------------- | ---------- | ---------- |
| 1      | De brOn en de sOnde              | 1993       | Casterman  |
| 2      | Zes seizoenen op IlO             | 1997       | Casterman  |
| 3      | Aïeïa van Aldaal                 | 2005       | Glénat     |
| 4      | De kleuren van Marcade           | 2007       | Glénat     |
| 5      | De gangen van de tussentijd      | 2012       | 12bis      |
| 6      | De zoete dageraad van Aldalarann | 2015       | Daedalus   |